# Božo Ljubić
Božo Ljubić (Uzarići, Široki Brijeg, 30. rujna 1949.), hrvatski bosanskohercegovački političar i liječnik, istaknuti član HDZ-a BiH, kasnije osnivač HDZ-a 1990 i njegov predsjednik između 2006. i 2013.
Između 1994. i 1996. bio je ministar zdravstva Republike BiH, a od 1996. do 2000. ministar zdravstva Federacije BiH. Ministar komunikacija i prometa BiH bio je između 2006. i 2009. Od 2009. do 2010. bio je izaslanik u Domu naroda PS BiH, a od 2010. zastupnik je u Zastupničkom domu PS BiH. Bio je profesor na medicinskim fakultetima u Sarajevu i Mostaru. Član je Udruženja liječnika BiH i Akademije znanosti i umjetnosti BiH u Odjelu za medicinske znanosti.
Zbog neslaganje s politikom Martina Raguža, njegovog nasljednika na mjestu predsjednika HDZ-a 1990, napustio je stranku i trenutno djeluje kao neovisni političar u sklopu Hrvatskog narodnog sabora.

## Liječnička djelatnost
Božo Ljubić rođen je u širokobriješkom selu Uzarići gdje je završio osnovnu školu i maturirao 1968. Kao student bio je sudionik Hrvatskog proljeća od 1968. do 1971. Diplomirao je na Medicinskom fakultetu u Zagrebu 1973. Te godine zaposlio se kao liječnik opće prakse u Kliničkoj bolnici Mostar gdje je ostao sve do 1976. Tada je otišao na specijalizaciju ortopedije na Medicinski fakultet u Sarajevu koju je završio 1980. Vratio se u Mostar i ponovno se zaposlio u Kliničkoj bolnici kao specijalist ortoped. Doktorirao je 1985. na Medicinskom fakultetu u Sarajevu.
Iste godine zaposlio se kao liječnik specijalist za ortopediju u Ortopedskoj klinici u Sarajevu. Sudjelovao je u osnivanju HDZ-a BiH u Sarajevu 1990. Iduće godine bio je gostujući profesor u bolnici Hospital for Sick Children u Torontu u Kanadi. Šefom Kliničkog centra Sveučilišta u Sarajevu imenovan je 1992., a do 1993. bio je profesor na Medicinskom fakultetu u Sarajevu. Sarajevo je napustio 1993. i zaposlio se u Kliničkoj bolnici u Mostaru kao specijalist za ortopediju.

## Politička i akademska djelatnost
Za ministra zdravstva tadašnje Republike BiH imenovan je 1994. i na toj dužnosti ostao je do 1996. Nakon toga je u dva mandata, između 1996. i 2000. bio ministar zdravstva Federacije BiH. U istom razdoblju do 1999. bio je član Stalnog povjerenstva za Europu pri Svjetskoj znanstvenoj organizaciji. Također je 1998. izabran za izvanrednog profesora na Medicinskom fakultetu u Mostaru. Iste godine bio je i predavač na Queen's University u Kingstonu u Kanadi, a 2001. na Sveučilištu u Bostonu u SAD-u.
Nakon što je visoki predstavnik Wolfgang Petritsch smijenio hrvatskog člana Predsjedništva BiH i predsjednika HDZ BiH Antu Jelavića u ožujku 2001.godine zbog toga što je predsjedao trećim zasjedanjem Hrvatskog narodnog sabora BiH u Mostaru na kojemu su navodno donošene političke odluke s ciljem osnivanja hrvatske federalne jedinice u BiH kojim je ugroženo ustavno uređenje FBiH i BiH,započela su nagađanja oko mogućeg Jelavićevog nasljednika na mjestu predsjednika stranke. Međunarodna zajednica postavila je uvjet da se mora smijeniti vodstvo koje je sudjelovalo u stvaranju Hrvatske samouprave kako bi se stranka vratila u politički život u BiH. Na čelu stranke preferirala je Martina Raguža i Božu Ljubića, koji su slovili kao umjereni političari. I Demokratska alijansa za promjene, nova vlast u Federaciji BiH u kojoj nisu sudjelovali legitimni hrvatski predstavnici, podržavala je ostanak Ljubića u politici, kao i njegovog brata Mariofila, tada dopredsjedatelja Zastupničkog doma Parlamenta FBiH. Jelavić je ostavku podnio 4. svibnja 2002.godine ostavljajući upražnjeno mjesto predsjednika stranke. Šest dana poslije naslijedio ga je kao vršitelj dužnosti Bariša Čolak.
Između 2001. i 2006. nije obnašao političke dužnosti. Bio je profesor i šef katedre ortopediju i traumatologiju na Medicinskom fakultetu u Mostaru. Istovremeno je bio savjetnik u projektu SITAP za tehničku pomoć Socijalnom osiguranju pri Svjetskoj banci u BiH.

### HDZ 1990
Za predsjednika HDZ-a BiH kandidirao se 2005., no izgubio je unutarstranačke izbore. Predsjednika HDZ-a BiH Dragana Čovića optužio je za izbornu prijevaru, da bi iduće godine bio izbačen iz stranke. Zajedno sa skupinom istomišljenika koji su kritizirali politiku političkog vodstva HDZ-a BiH, osnovao je Hrvatsku demokratsku zajednicu 1990. Vodstvo HDZ-a BiH optužio je zbog suspenzije od strane Europske pučke stranke i gubitka podrške službenog Zagreba.
Na općim izborima 2006. bio je kandidat za hrvatskog člana Predsjedništva BiH kao kandidat HDZ-a 1990. Na izborima je osvojio 53 325 glasova, završivši treći, iza Ive Mire Jovića iz HDZ-a BiH i Željka Komšića iz SDP-a BiH koji je dobio izbore uglavnom bošnjačkim glasovima. No ipak je imenovan ministrom komunikacija i prometa u Vijeću ministara BiH, a tu dužnost obnašao je do srpnja 2009. Tada je postao izaslanik u Domu naroda PS BiH mijenjajući stranačkog kolegu Rudu Vidovića koji je preuzeo njegovo ministarstvo. Kao izaslanik u Domu naroda PS BiH, Ljubić je bio zamjenik predsjedavajućeg Povjerenstva za vanjsku i trgovinsku politiku, carine, promet i veze, član Zajedničkog povjerenstva za gospodarske reforme i razvoj te član Ustavnopravnog povjerenstva.
Prema podatcima Centara civilnih inicijativa (CCI), Ministarstvo komunikacija i veza 2007. bilo je jedno od najneučinkovitijih ministarstava koje je ostvarilo svega 22% planiranog programa. Od sedam zakona koje je Ministarstvo planiralo te godine, Vijeće ministara utvrdilo je samo jedan koji nije prošao parlamentarni postupak. Iduće godine Ministarstvo je ponovno bilo neučinkovito, ostvareno je svega 44% plana. Također, kao izaslanik u Domu naroda, prema podatcima CCI-a, Ljubić također nije bio aktivan, no on je to pravdao time da je izaslanik postao tek 2009.
Na općim izborima 2010. izabran je za zastupnika u Zastupničkom domu PS BiH s 11 015 glasova kao jedini zastupnik HDZ-a 1990. U srpnju 2013. na unutarstranačkim izborima HDZ-a 1990 odbio se kandidirati za predsjednika, odstupivši nakon osam godina vodstva. Naslijedio ga je Martin Raguž. Svoje odstupanje obrazložio je svojom profesionalnom pozadinom i godinama života.

## Obitelj
Božo Ljubić oženjen je Spomenkom s kojom ima dvije kćeri - Spomenku i Luciju. Njegov brat Mariofil Ljubić također je političar. Bio je zastupnik u Zastupničkom domu PS BiH i izaslanik u Domu naroda Parlamenta FBiH, a 2008. izabran je za ombudsmana za ljudska prava BiH iz reda hrvatskog naroda.